# Fronteira Espanha–França
A fronteira entre Espanha e França é a linha que limita os territórios de Espanha e França, nos Pirenéus.
Definida formalmente em 1659, separa ambos os países desde Hendaye e Irún no oeste até Cerbère e Portbou, junto ao mar Mediterrâneo.

## Características

### Fronteira principal

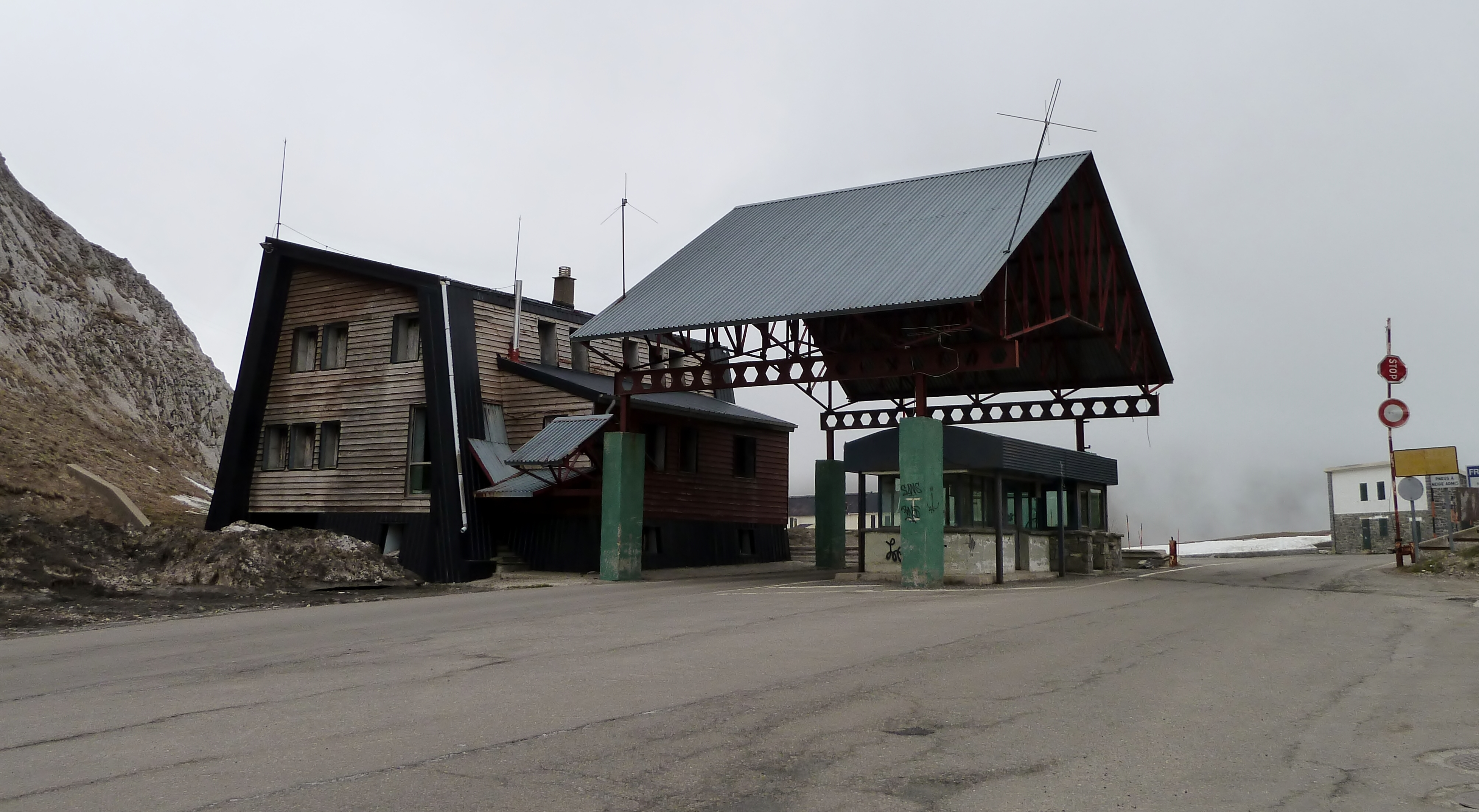
Fronteira hispano-francesa em Portalet d'Aneu

A fronteira estende-se por a sudoeste de França e nordeste de Espanha, sendo interrompida pela fronteira Andorra-Espanha e pela fronteira Andorra-França.
De oeste para leste, a fronteira limita sucessivamente:
- Espanha
  - Província de Guipúzcoa (País Basco)
  - Navarra
  - Província de Huesca (Aragão)
  - Província de Lérida (Catalunha) com o Vale de Arán
  - Província de Gerona (Catalunha)

- França
  - Pirenéus Atlânticos (Nova Aquitânia)
  - Altos Pirenéus (Occitânia)
  - Alto Garona (Occitânia)
  - Ariège (Occitânia)
  - Pirenéus Orientais (Occitânia)

### Llivia
Espanha tem um enclave no território francês, Llivia, nos Pirenéus Orientais.

### Ilha dos Faisões
Pouco depois do início da fronteira ocidental, seguindo o curso do rio Bidasoa, encontra-se a Ilha dos Faisões situada no meio do rio. Tem um singular regime de fronteiras: a ilha é um condomínio, cuja soberania é partilhada entre os dois países.

## História

### Antecedentes
O traçado formal da fronteira franco-espanhola remonta à assinatura do Tratado dos Pirenéus entre os reinos de Espanha e França em 1659.  A este seguir-se-ia o Tratado de Llivia no ano seguinte, pelo qual se transferia para França a soberania de vários povos do vale de Querol.
Posteriormente existiram alguns acordos sobre zonas pontuais: o convénio assinado em Perpignan em 1764, que estabelecia os limites entre Ampurdán e Coll de Pertús ou o tratado de Elizondo de 1785, pelo qual se demarcavam os limites junto de Aldudes e Valcarlos.

### Tratados de Bayonne

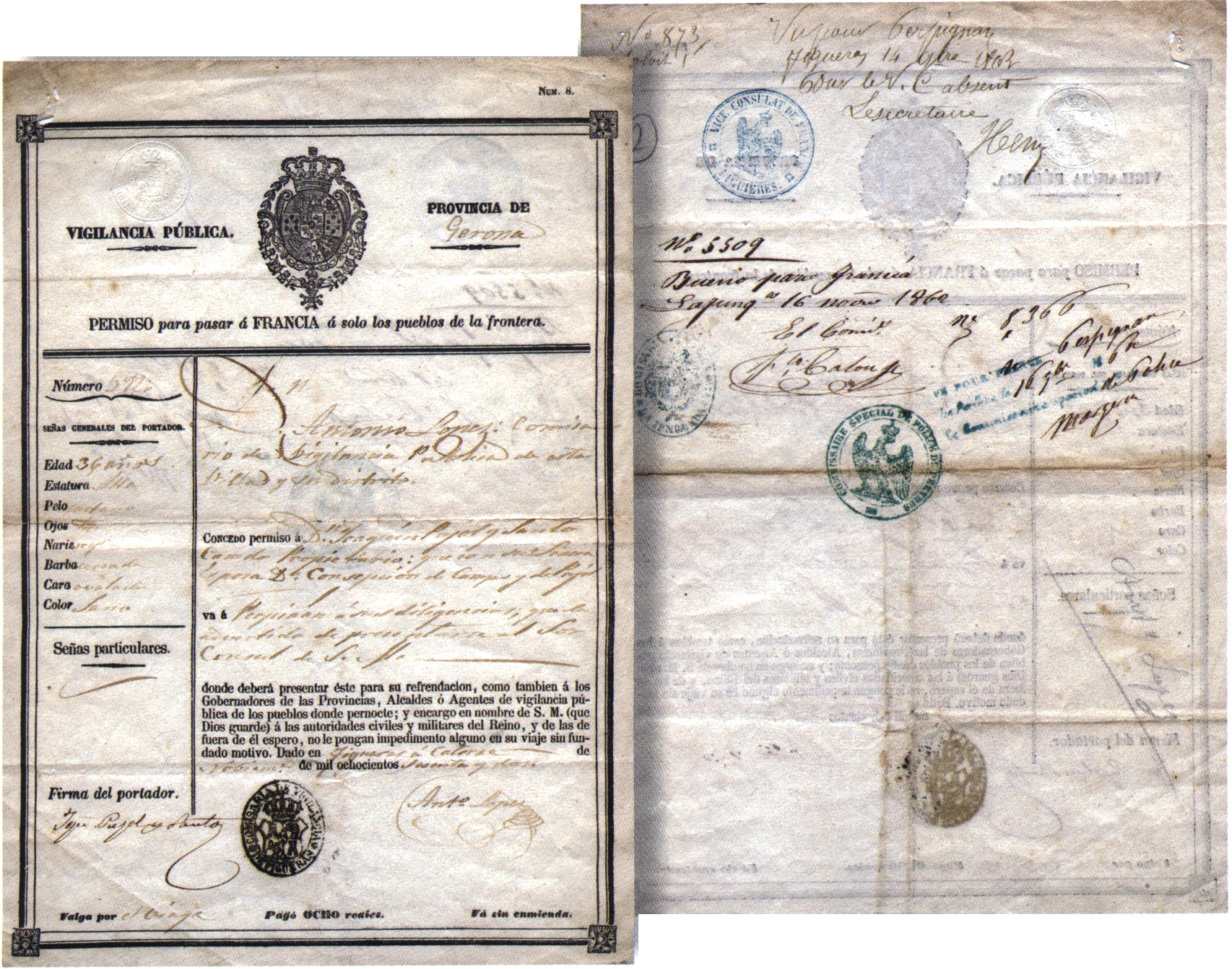

A delimitação definitiva, que na sua maior parte segue em vigor, deu-se com a assinatura dos Tratados de Bayonne entre 1856 e 1868. Durante os mandatos da rainha de Espanha Isabel II e do imperador francês Napoleão III assinaram-se entre ambos os países vários acordos para estabelecer a fronteira:
- tratado de 1856, pelo qual se demarcavam os limites entre as províncias de Guipúzcoa e Navarra
- tratado de 1862, que assinalava os limites nas províncias de Huesca e Lérida.
- tratado de 1866, que fazia o mesmo desde o vale de Andorra até ao mar Mediterrâneo.
- acta final do acerto de limites, de 1868.

## Principais passagens de fronteira
- Hendaya / Irún
- Ibardin
- Larrún
- Col de Lizuniage
- Col de Lizarrieta
- Urdax / Ainhoa
- Col d'Iguskiegui
- Col d'Ispéguy
- Col d'Esnazu
- Arnéguy / Valcarlos
- Port de Larrau
- Col de la Pierre Saint-Martin
- Pas d'Arlas
- Somport
- Portalet d'Aneu
- Port de Boucharo
- Túnel de Bielsa-Aragnouet
- Col du Portillon
- Pont du Roi
- Bourg-Madame / Puigcerdá
- Col d'Ares
- Col du Perthus
- Col des Balistres (Cerbère / Portbou)